# Cowboys & Aliens
Cowboys & Aliens är en amerikansk science fiction-western-actionfilm från 2011 regisserad av Jon Favreau och producerad av Steven Spielberg, Brian Grazer och Ron Howard. Filmen släpptes i USA och Kanada den 29 juli 2011 och i andra länder de efterföljande helgerna. De främsta skådespelarna i filmen är Daniel Craig, Harrison Ford och Olivia Wilde.

## Handling
Året är 1873 i Arizona. En främling vid namn Jake Lonergan (Daniel Craig), som inte har något minne från sitt förflutna, vaknar upp mitt i den amerikanska prärien.  Han har ett mystiskt armband på sin vänstra handled. Det visar sig sedan att Jake betraktas som en brottsling. Jake blir sedan arresterad i staden Absolution av överste Woodrow Dolarhyde (Harrison Ford), som styr livet i staden med järnhand. Men plötsligt blir staden attackerad av mystiska varelser från himlen, vilka var redo att förstöra hela staden och döda dess invånare. Jake Lonergan verkar vara den enda lösningen på denna utomjordiska invasion.

## Rollista

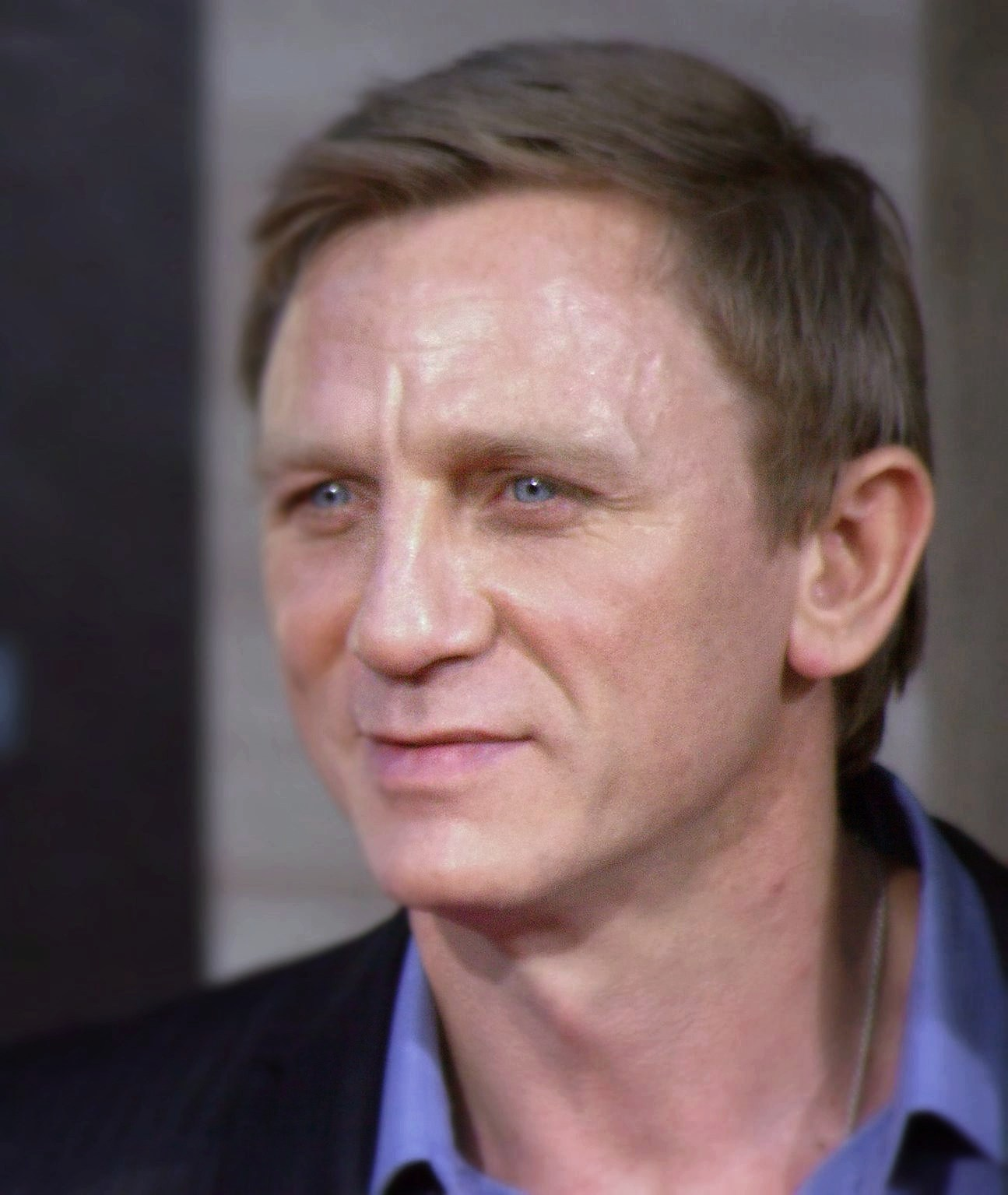
Skådespelaren Daniel Craig spelar som huvudrollen Jake Lonergan i filmen.

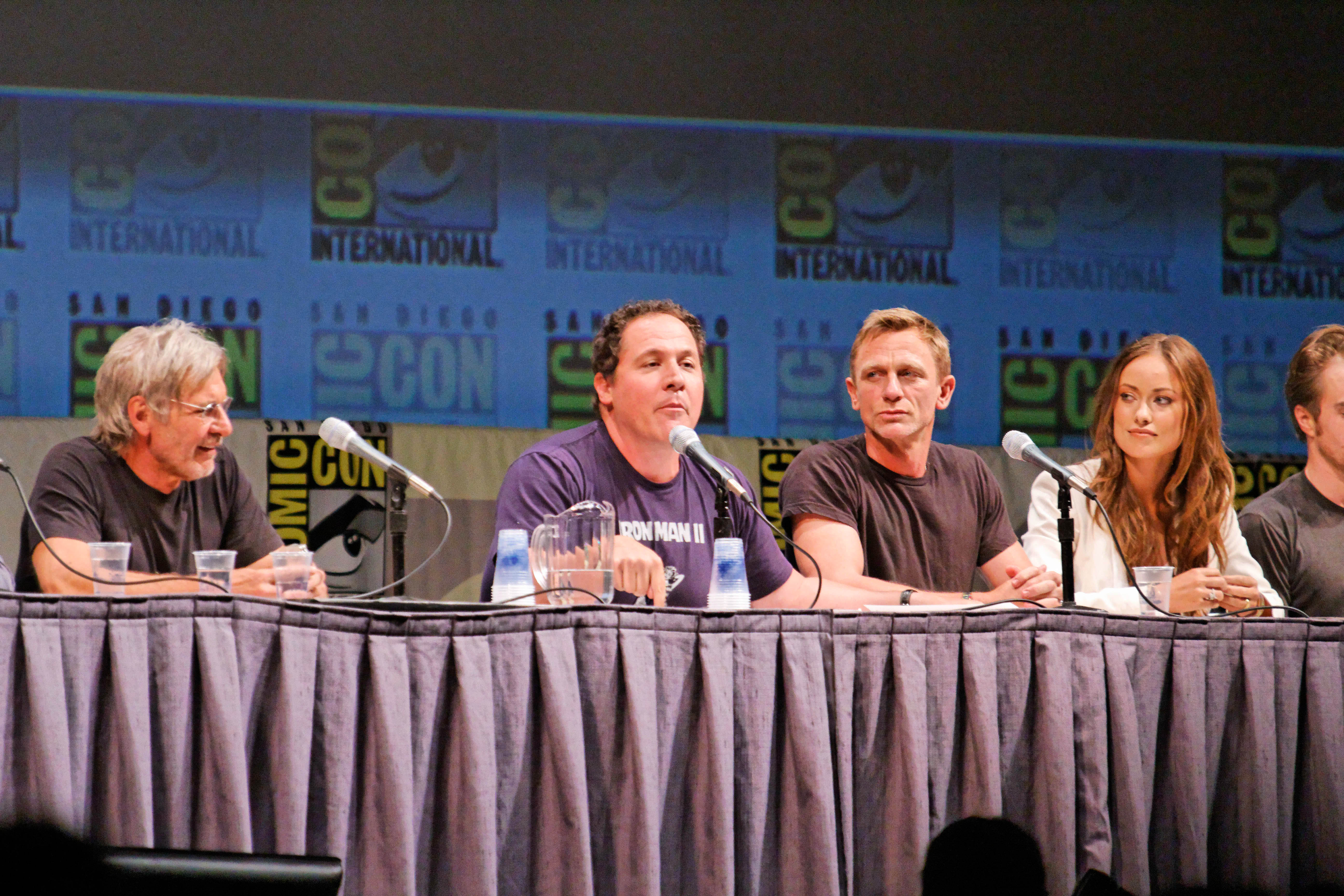
Harrison Ford, Jon Favreau, Daniel Craig och Olivia Wilde på Comic-Con International i San Diego i juli 2010.

| Daniel Craig        | – Jake Lonergan, en efterlyst och fredlös cowboy med minnesförlust.                          |
| Harrison Ford       | – Överste Woodrow Dolarhyde, en mäktig och rik boskapsuppfödare som leder staden Absolution. |
| Olivia Wilde        | – Ella Swenson, en mystisk resenär.                                                          |
| Sam Rockwell        | – Doc, en saloonägare.                                                                       |
| Adam Beach          | – Nat Colorado, överste Dolarhydes högra hand.                                               |
| Paul Dano           | – Percy Dolarhyde, överste Dolarhydes son som är en stor bråkmakare.                         |
| Noah Ringer         | – Emmett Taggart, sheriff John Taggarts dotterson.                                           |
| Keith Carradine     | – Sheriff John Taggart, Emmett Taggarts morfar och Absolutions sheriff.                      |
| Clancy Brown        | – Meacham, en snäll och uppriktig predikant som tar hand om Jakes skador.                    |
| Walton Goggins      | – Hunt, en bandit i Jakes gamla gäng.                                                        |
| Abigail Spencer     | – Alice Wills, Jakes ögonsten.                                                               |
| Ana de la Reguera   | – María, Docs hustru.                                                                        |
| Raoul Trujillo      | – En Chiricahua Apache-hövding, känd som Black Knife.                                        |
| David O'Hara        | – Pat Dolan, Jakes tidigare gängmedlem.                                                      |
| Julio César Cedillo | – Bronc, en mexikansk bandit i Jakes gamla gäng.                                             |

## Mottagande
Filmen fick blandad kritik, men huvudsakligen godkänt av kritikerna.